# Petit Press
Petit Press – wydawnictwo funkcjonujące na słowackim rynku medialnym. Powstało w wyniku fuzji dwóch wydawnictw: bratysławskiego VMV oraz koszyckiego Lúč. Jego portfolio obejmuje ponad 30 ogólnosłowackich i regionalnych periodyków drukowanych.
Petit Press wydaje periodyki drukowane w językach słowackim, węgierskim i angielskim. Do wydawnictwa należą m.in.: SME, Korzár, regionalne tygodniki MY, magazyny Tv svet, Profit, Lišiak, Doma v záhrade, Magazín zdravia i O knihách, tygodnik The Slovak Spectator, sieć bezpłatnych gazet ECHO.
Wydawnictwo zarządza siecią serwisów internetowych zrzeszonych w domenach sme.sk i ujszo.com. W 2004 r. weszło do branży książkowej (Svetová knižnica SME – 20. storočie).
Zatrudnia ponad 600 osób i poza działalnością wydawniczą prowadzi również sieć dystrybucyjną oraz dwie drukarnie w Bratysławie i Koszycach.